# NSTG Saaz
El Nationalsozialistische Turngemeinde Saaz (en español: Comunidad Nacionalsocialista de Gimnasia de Saaz), conocido simplemente como NSTG Saaz, fue un equipo de fútbol de Checoslovaquia que alguna vez jugó en la Primera División de Checoslovaquia, la desaparecida primera división de fútbol en el país.

## Historia
Fue fundado en el año 1885 en la ciudad de Zatse por un grupo de inmigrantes alemanes, y en su historia cambió de nombre en varias ocasiones:
- 1885/01: DRV Saaz (Deutscher Radfahrerverein Saaz)
- 1901/07: Saazer SuR (Saazer Sport- und Radfahrerverein)
- 1907/40: DSV Saaz (Deutscher Sportverein Saaz)
- 1940/45: NSTG Saaz (Nationalsozialistische Turngemeinde Saaz)

El club llegó a jugar en la desaparecida Primera División de Checoslovaquia en la temporada de 1935/36, justo antes de que la Alemania Nazi invadiera Checoslovaquia durante la Segunda Guerra Mundial.
Bajo el régimen nazi el equipo formó parte de la Gauliga Sudetenland, en la cual participaron los equipos de Checoslovaquia que tenían que ver con los alemanes, obteniendo un subcampeonato en la temporada de 1942/43.
Tras la caída de la Alemania Nazi en la Segunda Guerra Mundial el equipo desaparece en 1945 como todos los equipos de fútbol de Checoslovaquia bajo la influencia nazi.

## Palmarés
- Gauliga Sudetenland: 0

- Subcampeón: 1

1942/43